# 無限公理
無限公理（むげんこうり、英: axiom of infinity）とは公理的集合論におけるZF公理系を構成する公理の一つで、無限集合の存在を少なくともひとつ保証するものであり、実際すべての自然数を含む集合である。エルンスト・ツェルメロによって1908年に初めて提示された。

## 定義
一階述語論理の原始的な記号だけを用いて、この公理を表記すると
{\displaystyle \exists \mathrm {I} \ (\exists o\ (o\in \mathrm {I} \ \land \lnot \exists n\ (n\in o))\ \land \ \forall x\ (x\in \mathrm {I} \Rightarrow \exists y\ (y\in \mathrm {I} \ \land \ \forall a\ (a\in y\Leftrightarrow (a\in x\ \lor \ a=x))))).}
である。
集合を構築する記法を用いた場合は
{\displaystyle \exists \mathrm {I} \,(\varnothing \in \mathrm {I} \,\land \,\forall x\,(x\in \mathrm {I} \Rightarrow \,(x\cup \{x\})\in \mathrm {I} )).}
である。
一部の数学者はこのような方法で構築された集合をinductive set（英語: inductive set）と呼ぶ。
自然言語でこの公理を記述すると、「集合𝐈で、𝐈は空集合を要素にもち、任意の𝐈の要素{\displaystyle x}に対して、{\displaystyle x}自身と{\displaystyle x}の各要素を要素とする𝐈の要素{\displaystyle y}が存在するような集合𝐈が存在する」となる。

## 解釈と帰結
この公理は集合論におけるフォン・ノイマンによる自然数の構成法と密接な関係がある。そこでは、xの後続をx ∪ {x}で定める。xが集合の場合、集合論の他の公理からこの後続もまた一意に定義された集合となる。後続を使うことで自然数の集合論的な表現が定義できる。この方法では、ゼロは空集合とする。
0 = {}.
自然数1は0の後続とする。
1 = 0 ∪ {0} = {} ∪ {0} = {0} = {{}}
同様に、2は1の後続とする。
2 = 1 ∪ {1} = {0} ∪ {1} = {0, 1} = { {}, {{}} }
この繰り返しにより
3 = {0, 1, 2} = { {}, {{}}, {{}, {{}}} };
4 = {0, 1, 2, 3} = { {}, {{}}, { {}, {{}} }, { {}, {{}}, {{}, {{}}} } }
とする。
この定義から、すべての自然数はそれより前の自然数すべてからなる集合であることが分かる。各集合の最上位の要素の数はその集合が表す自然数と一致し、もっとも深く入れ子になった空集合の深さとも一致する。
自然数のこの構成において、自然数全体の集合{\displaystyle \mathbb {N} _{0}}の存在は他の公理から証明することができない。よって、この存在を公理とし、無限公理と呼ぶ。この公理は0を含み後続を取る操作にについて閉じているような集合Iの存在を主張する。つまり、Iの各要素について、その後続もまたIの要素である。
以上のことから、この公理の本質は、
すべての自然数を含んでいる集合Iが存在する
である。
この公理はフォン・ノイマン＝ベルナイス＝ゲーデル集合論においても公理である。

## 無限集合Iから自然数を抽出する
無限集合Iはすべての自然数を含んでいるが。自然数全体が集合となることを示すために、分出公理を使って不要な要素を取り除いて、残った集合Nが自然数全体からなる集合である。この集合は外延性の公理により一意である。
自然数を抽出するために、どの集合が自然数であるかを定義する必要がある。外延性の公理とaxiom of induction（英語: epsilon-induction）以外の公理を使わずに自然数を定義することが可能である。nが自然数であるとは0であるか何かの後続であり、かつ、nの各要素も0であるかnの要素の後続であることと定める。形式的に書くと、
{\displaystyle \forall n(n\in \mathbf {N} \iff ([n=\emptyset \,\,\lor \,\,\exists k(n=k\cup \{k\})]\,\,\land \,\,\forall m\in n[m=\emptyset \,\,\lor \,\,\exists k\in n(m=k\cup \{k\})]))}
である。
より形式化して書くと
{\displaystyle \forall n(n\in \mathbf {N} \iff ([\forall k(\lnot k\in n)\lor \exists k\forall j(j\in n\iff (j\in k\lor j=k))]\;\land }
{\displaystyle \forall m(m\in n\Rightarrow [\forall k(\lnot k\in m)\lor \exists k(k\in n\land \forall j(j\in m\iff (j\in k\lor j=k)))])))}
である。

### 他の方法
以下のような他の方法もある。{\displaystyle \Phi (x)}を「xは帰納的である」という論理式とする。つまり、{\displaystyle \Phi (x)=(\emptyset \in x\wedge \forall y(y\in x\to (y\cup \{y\}\in x)))}とする。おおざっぱに言うとすべての帰納的な集合の共通部分をとりたいわけである。これを形式的に書くと、次のような集合{\displaystyle W}が一意に存在することを示したい。
{\displaystyle \forall x(x\in W\leftrightarrow \forall I(\Phi (I)\to x\in I))}  (*)
存在については、無限公理と分出公理を使って証明する。{\displaystyle I}を無限公理によって保証された帰納的集合とする。分出公理を使って集合{\displaystyle W=\{x\in I:\forall J(\Phi (J)\to x\in J)\}}を取り出す。つまり{\displaystyle W}は{\displaystyle I}の要素のうち、あらゆる帰納的集合に含まれているものを集めてきた集合である。明らかに(*)を満たす。なぜなら、{\displaystyle x\in W}と仮定すると、{\displaystyle x}はすべての帰納的集合に含まれているし、{\displaystyle x}がすべての帰納的集合に含まれているとすると、もちろん{\displaystyle I}にも含まれているから、{\displaystyle W}にも含まれている。
一意性については、(*)を満たす集合はそれ自体帰納的集合であることに注意する。なぜなら、0はすべての帰納的集合に含まれているし、{\displaystyle x}がすべての帰納的集合に含まれているとすると、その後続もすべての帰納的集合に含まれている。よって{\displaystyle W'}を別の帰納的集合とすると、{\displaystyle W}が帰納的であるため{\displaystyle W'\subseteq W}が成り立ち、{\displaystyle W'}が帰納的であることから{\displaystyle W\subseteq W'}も成り立つ。よって{\displaystyle W=W'}。この集合を{\displaystyle \omega }と書く。
この定義は数学的帰納法を容易に導けるため便利である。実際、{\displaystyle I\subseteq \omega }が帰納的と仮定すると、{\displaystyle \omega \subseteq I}であり、{\displaystyle I=\omega }となる。
いずれの方法においても二階の算術の公理系をみたす構造を与える。なぜなら、冪集合公理により{\displaystyle \omega }の冪集合に関する量化が可能であるからである。よってこれらは同型であることがわかり、この同型は恒等写像であるため、同値でなければならない。

## より弱そうなバージョン
いくつかの文献では以下の弱そうに見えるバージョンが使われている。
{\displaystyle \exists x\,(\exists y\,(y\in x)\,\land \,\forall y(y\in x\,\rightarrow \,\exists z(z\in x\,\land \,y\subsetneq z)))\,.}
これはxは空でなく、xの任意の要素yについて、xの要素zで、yはzの真部分集合であるものが存在すると主張している。このことから、xの構造については特に考えることなく、これが無限集合であることが分かる。ZFの他の公理を使うことで、この公理からωの存在を示すことができる。最初に、xの冪集合をとる、この冪集合はxの有限部分集合をすべて含んでいる。これらの有限部分集合の存在を示すにはaxiom of separationかまたは対の公理と和集合の公理を使う。次にxの冪集合に対して置換公理を使い、各要素をそれと同じ濃度をもつ始順序数へ置換する(そのような順序数がない場合は0とする)。この結果は順序数からなる無限集合である。和集合の公理を使いω以上の順序数をえる。

## 独立性
ZFCが無矛盾であるかぎり、無限公理はほかのZFCの公理からは導けない(ZFCはZFC − Infinityの無矛盾性を導き、ゲーデルの第2不完全性定理に注意せよ)。
無限公理の否定もまた、ZFCが無矛盾であるかぎり、ZFCのほかの公理からは導けない(これは他の公理たちが無矛盾ならば、ZFCも無矛盾であると言うに等しい)。よってZFCは無限公理もその否定も導かず、どちらとでも両立する。
もちろん、フォン・ノイマン宇宙を使うことでZFC − Infinity + (¬Infinity)のモデルを構成可能である。それは遺伝的有限集合のクラス{\displaystyle V_{\omega }}と要素関係は元のままの組である。このシステムに空集合の公理を含まないとすると(ZF+Infinityから導出できるので)、空な構造もまたZFC − Infinity + ¬Infinityを満たす。なぜなら、残りの公理はすべて全称量化されているため、集合が全くないときは明らかに成り立つ。
自然数全体の集合の濃度は、アレフ0({\displaystyle \aleph _{0}})であり、巨大基数公理の多くを満たす。このため、無限公理はときおり最初の「巨大基数公理」とみなされる。逆に巨大基数公理は強い無限公理と呼ばれる。